# Бубанза (провинция)
Бубанза е една от 18-те провинции на Бурунди. Намира се в северозападната част на страната и обхваща територия от 1089 км². Населението е 338 000 души съгласно преброяване от 2008 г.
Столицата е град Бубанза. Граничи с Демократична република Конго. 

## Общини
Провинция Бубанза включва общините Бубанза, Гиханга, Мпанда, Мусигати и Ругази.
В провинцията се развива животновъдство.